# زیردریایی یو-۲۷۷
زیردریایی یو-۲۷۷ (به انگلیسی: German submarine U-277) یک زیردریایی بود که طول آن ۶۷٫۱ متر (۲۲۰ فوت ۲ اینچ) بود. این زیردریایی در سال ۱۹۴۲ ساخته شد.